# Dendrogramma enigmatica
Dendrogramma enigmatica (лат.) — вид сифонофор из семейства Rhodaliidae, единственный в роде Dendrogramma. Известен по фрагментам, найденным на дне океана к югу и юго-востоку от Австралии.
Первые экземпляры Dendrogramma были найдены в 1986 году, но описаны лишь в 2014. Определить её систематическое положение тогда не удалось даже с точностью до типа, и загадочное животное получило широкую известность. Находка вошла в «Десять самых замечательных видов» года; высказывалось предположение, что она близка к организмам эдиакарской биоты, существовавшей около 600 млн лет назад. В 2015 году были обнаружены новые экземпляры, а в 2016 опубликованы результаты их молекулярных исследований, установивших принадлежность организма к сифонофорам и фрагментарность найденных экземпляров. При этом два ранее описанных вида были сведены в один.

## Этимология названия
Название рода Dendrogramma отражает многократное дихотомическое ветвление каналов в диске, а видовое название enigmatica (от др.-греч. αἴνιγμα) означает «загадочная».

## Морфология
Большинство найденных экземпляров Dendrogramma формой напоминают плодовое тело гриба. Каждый из них состоит из цилиндрического стебелька и широкого сильно уплощённого диска (у голотипа длина ножки составляет 8 мм, а диаметр диска — 11; максимальный зарегистрированный диаметр — 20 мм). Внутри стебелька проходит прямой канал, который, выходя в диск, дихотомически делится на множество радиальных ответвлений. На другом конце стебелька находится небольшое окружённое лопастями углубление, где канал открывается во внешнюю среду. Стенка стебелька состоит из тонкого однослойного эпидермиса, обширной мезоглеи и гастродермиса — однослойной выстилки внутреннего канала, образованной высокими сильно вакуолизированными клетками. Мезоглея, окружающая канал внутри стебелька, отличается оптическими свойствами от мезоглеи других мест.
Вначале описанные образцы считали целыми организмами, а их внутренний канал интерпретировали как пищеварительную систему. После того, как молекулярные данные показали принадлежность Dendrogramma к сифонофорам, грибоподобные находки были определены как бракты — характерные для сифонофор структуры, функция которых может быть связана с плавучестью или заключаться в защите особей колонии, специализированных на переваривании добычи или размножении. Похожие грибоподобные бракты есть и у некоторых других Rhodaliidae, хотя у всех известных видов они меньше (до 2-6 мм против 20 мм у Dendrogramma) и имеют более простой узор ветвления внутреннего канала. Целой колонии Dendrogramma найти не удалось, но были найдены остатки пневматофора, рибосомные РНК которого оказались идентичными рРНК её брактов из того же местонахождения.
Изначально было описано два вида Dendrogramma: образцы с цельным округлым диском и относительно более коротким стебельком (около 10 % диаметра диска) были отнесены к виду D. discoides, а образцы с глубокой выемкой на диске и длинным стебельком (около 70 % диаметра диска) — к виду D. enigmatica. В 2016 году эти виды были сведены в один: название D. discoides было объявлено синонимом D. enigmatica. Причинами объединения стали идентичность их 16S-рРНК, совместное нахождение в пробах и возможность объяснить их отличия вариабельностью брактов Rhodaliidae в пределах одной и той же колонии.

## Распространение и образ жизни
Предполагается, что Dendrogramma живёт в придонных слоях воды или даже прикрепляется ко дну. Все её находки собраны приспособлениями, собирающими донные осадки и объекты, находящиеся не более чем в полуметре надо дном. Обнаружена в водах к югу и юго-востоку от Австралии на глубинах от 400 до 2900 метров.

## Открытие и исследование
В 1986 году во время научной экспедиции на судне RV Franklin учёные Австралийского национального исследовательского фонда, в частности, биолог Жан Джаст из Музея естественной истории Копенгагена, с помощью специального оборудования собрали 18 образцов организмов на глубине 400 и 1000 метров на континентальном склоне Австралии в районе Тасмании и восточной части пролива Басса. Полученные материалы были помещены в формалин, а позже, в лаборатории — в 80%-й спирт. После обнаружения находок с необычными признаками в 1988 году доктором Гэри Пуром из Музея Виктории в Мельбурне была совершена повторная экспедиция, однако новых образцов не было найдено. В итоге большинство материалов оказалось в Музее Виктории, а некоторые — в Музее естественной истории в Дании.
В сентябре 2014 года по найденным образцам было описано семейство Dendrogrammatidae с одним родом Dendrogramma и двумя видами: Dendrogramma enigmatica и Dendrogramma discoides. Положение семейства в царстве животных было неясным. Соавтор исследования Йорген Ольсен из Копенгагенского университета отметил, что «такие открытия бывают крайне редко, и за последние 100 лет случались, может быть, раза четыре. Мы думаем, что они принадлежат к животным, но вопрос: к каким? Что точно мы можем сказать об этих организмах, так это то, что они не принадлежат к билатеральным». Первооткрыватели отметили, что больше всего общих признаков с Dendrogramma имеют стрекающие и гребневики, но признаков, позволяющих уверенно отнести организм к этим типам, как и к какому-либо другому известному типу, у найденных образцов нет. Так, у них нет стрекательных клеток, характерных для стрекающих, и гребных пластинок, характерных для гребневиков.
Авторы описания рассмотрели предположение, что Dendrogramma близка к организмам эдиакарской биоты, существовавшей около 600 млн лет назад. По крайней мере 3 эдиакарских животных — Albumares, Anfesta и Rugoconites — имеют общие черты с Dendrogramma: для всех этих организмов характерно наличие дисковидной части тела, в которой находится сеть разветвлённых каналов.
Нейробиолог из Лаборатории морских биологических наук Уитни Университета Флориды Леонид Мороз отметил, что новые виды могут «полностью перекроить дерево жизни, и даже наше понимание о том, как животные эволюционировали, как развивалась нервная система, как развивались разные ткани. Они могут переписать все учебники по зоологии». Биолог Саймон Конвей-Моррис из Кембриджского университета сказал, что «это очень интересный сюрприз, и он создаёт много-много вопросов».
Фиксация формалином и хранение в 80-процентном спирте сделали образцы непригодными для анализа нуклеиновых кислот. Поэтому определение родственных связей организма требовало новых находок.
В ноябре 2015 года экспедиция на австралийском исследовательском судне RV Investigator нашла в океане к югу от Австралии 85 новых экземпляров Dendrogramma. Результаты анализа их рибосомных и ряда других РНК, опубликованные в июне 2016, показали принадлежность организма к сифонофорам из семейства Rhodaliidae. По результатам этих исследований название Dendrogrammatidae было объявлено младшим синонимом Rhodaliidae, а два описанных вида Dendrogramma были сведены в один.